# Andreu Ramos
Andreu Ramos (ur. 19 stycznia 1989 w La Seu d’Urgell) – hiszpański piłkarz występujący na pozycji obrońcy w CF Esperança d’Andorra.

## Kariera klubowa
Wychowanek klubu FC Barcelona. Karierę piłkarską rozpoczął w sezonie 2007/08 w klubie CF Damm. Po roku przeszedł do UD Ibiza, skąd został wypożyczony do szkockiego Hamilton Academical F.C. Następnie występował w CF Balaguer i UDA Gramenet. W 2011 wyjechał do Hongkongu, gdzie grał dla King Fung FC. Rok później został piłkarzem paragwajskiego Club Guaraní. W lipcu 2013 podpisał kontrakt z andorskim FC Santa Coloma. 1 sierpnia 2023 przeniósł się do CF Esperança d’Andorra.

## Sukcesy

### Sukcesy klubowe
FC Santa Coloma
- Primera Divisió:
  - mistrz (5x): 2014/15, 2015/16, 2016/17, 2017/18, 2018/19
- Puchar Andory w piłce nożnej:
  - zwycięzca (1x): 2017/18
- Superpuchar Andory w piłce nożnej:
  - zwycięzca (3x): 2015/16, 2017/18, 2019/20